# Caryophyllia scillaemorpha
Caryophyllia scillaemorpha är en korallart som beskrevs av Alcock 1894. Caryophyllia scillaemorpha ingår i släktet Caryophyllia och familjen Caryophylliidae.
Artens utbredningsområde är Indiska oceanen. Inga underarter finns listade i Catalogue of Life.